# بيبوت شومينوف
بيبوت شومينوف مواليد 19 أغسطس 1983 في شيمكنت، كازاخستان، هو ملاكم محترف كازاخستاني يصنف ضمن فئة وزن خفيف الثقيل بدأ مسيرته الاحترافية سنة 2007. شارك في دورة الألعاب الأولمبية الصيفية سنة 2004.

## المسيرة الاحترافية
من نزالاته:
- انتصر على بي جاي فلوريس (2015).
- خسر أمام برنارد هوبكينز (2014).
- انتصر على داني سانتياغو بالضربة الفنية القاضية (2011).
- انتصر على وليام جوبي بالضربة القاضية (2011).
- انتصر على مونتيل غريفين (2008).

## إحصائيات
خاض خلال مسيرته 19 نزالا، فاز في 17 ولم يتعادل وخسر في 2. فاز بالضربة القاضية في 11 نزالا.

## روابط خارجية
- بيبوت شومينوف على موقع بوكس ريك (الإنجليزية) (registration required)
- بيبوت شومينوف على موقع أوليمبيديا (الإنجليزية)